# Стоянович, Коста
Коста Стоянович (2 октября 1867, Алексинац — 3 января 1921, Белград) — учёный в области математики, физики, механики, социологии и экономики. Считается родоначальником математической экономики и предвестником кибернетики в Сербии. Сотрудничал со многими техническими и литературными журналами, такими как: «Српски књижевни гласник», «Глас српске академије наука» и «Дело». Был профессором Белградской высшей школы и Белградского университета. Кроме университетской, имел богатую политическую карьеру. Занимал важные государственные и политические должности, восемь раз избирался министром в Королевстве Сербии и Королевстве Сербов, Хорватов и Словенцев.

## Биография
Родился в Алексинце, в семье Стеваны и Тривуна (или Трифуна) Трпковича, купца родом из деревни Маловишта под Битолой. Фамилию Стоянович, по старому славянскому обычаю, Коста получил от деда Стояна, отца Тривуна.

#### Образование и работа в университете
Окончил начальную школу и низшие классы гимназии в Алексинце; высшие классы завершил в Нише в 1885 году, будучи одним из лучших учеников. Получил степень математических наук на Философском факультете Белградской Высшей школы в июне 1889 года, став лучшим студентом выпуска. Учился вместе с Михаило Петровичем, который впоследствии помогал ему много раз. Не имел возможность продолжить дальнейшее обучение, в 1890 году сдал профессорский экзамен, работая по теме «Теорија анвелопа код кривих линија и површина» и получил работу профессора математики в Нишской гимназии. Нишская гимназия в то время была очень известна, не только как образовательное, но и как культурное учреждение. В ней преподавали известные профессора, такие как Стеван Сремац, Светолик Ранкович, Тихомир Джорджевич и другие.
Параллельно с работой в гимназии продолжал расширять свои знания и в Нише следующем году опубликовал свой знаменитый труд «Атомистика — Један део из филозофије Руђера Јосифа Бошковића». Тогда же перевел книгу «Конец мира» французского астронома Камиля Фламмариона.
После нескольких попыток получил стипендию на год и в 1893 году отправился в Париж, где слушал лекции по математике, астрономии, механике и физике Пуанкаре, Пикара и Апела. В Париже он вновь встретился с Михаило Петровичем, который с 1889 года работал над докторской диссертацией. В Париже Стоянович стал членом Исторического общества, а также Астрономического общества Франции, показав одинаковый интерес как к общественным, так и к естественным наукам.
С 1894 года в течение следующих шести лет работал профессором в элитной Второй белградской гимназии (в настоящее время Филологическая гимназия). В 1897 году он отправился в Лейпциг для обучения в докторантуре, но вскоре впал в состояние меланхолии, резиньяции и беспокойства о своей дальнейшей судьбе. Из его частных писем становится ясно, что причиной тому послужило то, что он имел только одну работу — профессора в гимназии. Он не был уверен, что смог бы за имеющийся в распоряжении год закончить докторантуру, и считал, что во Франции не будет иметь возможностей продвинуться по службе; в то время как на профессорское место в Белградской высшей школе уже было несколько кандидатов с докторской степенью, поэтому его усилия окажутся бесполезными. Заболел, и через три месяца был вынужден вернуться в Сербию.
В 1900 году стал депутатом Нишавского округа и с тех пор постоянно был связан с политикой. В общественную жизнь Стоянович вошёл в конце царствования Александра Обреновича, перед Майским переворотом 1903 года, когда Сербия столкнулась с множеством внешних и внутренних проблем.
Благодаря своим качествам учёного, количеству и теоретической убедительности научных работ, после Майского переворота стал почётным преподавателем в Высшей школе, в то же время, что и Йован Жуёвич и Милое Васич. После создания Белградского университета в 1905 году стал адъюнкт-профессором математической физики.
В своей университетской работе за несколько лет написал ряд работ по механике, математике и физике, свидетельствующих о его высоком уровне знания предмета. Это был также единственный период, во время которого писал работы только по одной научной дисциплине, что его не устраивало.

#### Политическая карьера
Стоянович резко прервал академическую карьеру 17/30 апреля 1906 года, когда был избран министром национальной экономики Королевства Сербии. В середине того же года, вместе с Михаило Петровичем работал над поиском наиболее благоприятной системы для политических выборов 1907 года. Эта единственная их совместная работа была опубликована в журнале «Дело», одним из лучших сербских журналов, под названием «Представнички систем изборни».
Вступил в должность министра в начале Таможенной войны, когда Австро-Венгрия заблокировала экономический обмен с Сербией и ввела против неё санкции. В 1902 году Стоянович опубликовал трактат об импорте и экспорте Сербии, в котором он математическими методами показал, что на каждый динар товаров, которые Сербия вывозит в Австро-Венгрию, она теряет 22 динара.
При вступлении в должность министра ясно показал, что эта война его не заботит и что в сложившейся ситуации, есть альтернативное и лучшее решение. Свою позицию он обосновал тем, что Австро-Венгрия — не потребитель, а всего лишь посредник в экспорте товаров из Сербии на другие рынки. Стоянович отправился искать новые рынки сбыта в Болгарии, Румынии, Греции, Италии, Египте. В этой работе он имел сильную поддержку Лазара Пачу и Стояна Протича, своих товарищей по Народной радикальной партии, которые и сами выступали за экономическую независимость Сербии. Одна из самых больших проблем, с которыми он столкнулся, заключалась в организации экспорта, так как большинство отечественных производителей не были знакомы с другими рынками, а также в слабом контроле рыночных цен на Белградской бирже, которая в то время имела очень небольшой объём продаж. Чтобы решить эти проблемы, Коста Стоянович перенял опыт других стран, которые успешно решили те же самые проблемы. В 1906 году в парламент был представлен закон об освоении торговых агентур, уже в следующем 1907 году в Белграде было создано Главное торговое агентство, затем ещё 12 агентств в странах Европы и одно в Египте. Стоянович считал, что для развития торговых связей необходимо развивать железнодорожный транспорт, который представляет собой большую проблему для всего региона. В частности, выступал за строительство железной дороги Дунай—Ниш, но для проекта не удалось обеспечить достаточное финансирование:

Јадранске жељезнице нема. Нема је, јер су важнији разлози, који треба да очувају коалицију и да даду сатисфакције болесним амбицијама кратковидих умова. Довољно је за нас што ћемо се као пијани плота држати фразе: Балкан балканским народима, и што ћемо говорити о потреби Балканског савеза, не хотећи увидети никада, да се од фраза не живи.

Через Министерство национальной экономики с его помощью различными дотациями реструктурировались промышленные предприятия, поощрялось промышленное производство, было увеличено число занятых в этой области.
Применяя свои научные знания в политической практике, Стояновичу даже в условиях санкций, удалось рационализировать сельское хозяйство, преобразить экономику, в четыре раза увеличить количество предприятий, найти новые торговые пути для Сербии, управлять экспортными ценами, что заставило Австро-Венгрию в 1908 году отказаться от блокады, и Сербия из Таможенной войны вышла усиленной.
Из-за участия в политике Стоянович больше не мог вернуться на кафедру физической математики, поэтому на это место в 1909 году пришёл Милутин Миланкович из Вены.. О работе своего предшественника на кафедре Милутин Миланкович сказал:

Дошао је, да као свештеник науке, у овом храму, проповеда велике истине, које се дотле нису чуле. Математичка физика бави се мртвом природом, али је њега интересовао цео свет, њега је интересовао живот. Зато је катедра била уска за његов рад. Стојановића је занимао друштвени живот - та жива машина са милионима точкова, коју је звао друштво, и на којој је применио законе термодинамике.

Успех исхода Таможенной войны, с 30 августа/12 сентября 1912 и до 18/31 август 1913 года, обеспечил повторное избрание Стояновича министром национальной экономики. В этот период у него возникли разногласия с Николой Пашичем, особенно в понимании важных вопросов: сербских национальных интересов и обращении к другим центрам силы. Коста Стоянович выступал за французско-русский и балканский союз, по этой причине участвовал в создании «Клуба независимых радикалов».

#### Первая мировая война
Первую мировую войну встретил в Белграде вместе со своей семьей. Весной 1915 отправился в Рим с целью использовать связи, установленные во время Таможенной войны, в целях сохранения Адриатического побережья. По инициативе правительства в феврале 1916 из Рима перебрался в Ниццу, где организовал «Клуб депутатов» всех политических партий и стал его президентом, секретарём был Бранислав Нушич. Этот клуб выступил против работы правительства и тем самым вступил в открытый конфликт с Николой Пашичем и его ближайшим окружением, также он оказывал давление на Правительство и Двор, чтобы правительство заняло югославскую позицию, что стало бы для Сербии единственным реалистичным выходом из войны. Кроме того клуб занимался другими вопросами, как например, помощью беженцам и образованием студентов во Франции. Стоянович особенно выступал за то, чтобы учащаяся молодежь, для сохранения интеллектуальной элиты, не участвовала в военных действиях, и для этой цели привлекают военных из Швейцарии.
В конце августа 1916 принимал участие как член Клуба независимых радикалов на Втором заседании Национального собрания на Корфу, откуда надеялся вернуться в Сербию, ожидая, что осенью на Салоникском фронте будет успех. Однако, вместо этого, разочарованный, он вернулся в Париж, где с небольшими перерывами оставался до января 1920 года, то есть окончания Парижской мирной конференции. В течение 1919 года произошло его окончательное расхождение с Радикальной партией, он переходит в Демократическую партию. До конца своего пребывания во Франции занимался изучением французской экономической литературы, сделал один из первых расчетов национального богатства Сербии в 1914 году, который подготовил для мирных переговоров после войны, занимался своими мемуарами «Слом и васкрс Србије», дополнял обширное сочинение о своём профессоре Анри Пуанкаре, которое он ещё до войны подготовил к печати, сотрудничал с женевской газетой «La Serbie», написал большое количество статей на итальянском и французском языках в области экономических и политических исследований. Небольшое количество свободного времени использовал для перевода классических латинских текстов и для написания песен. Рукописи этих работ в настоящее время выставлены в Музее города Белграда.

#### Королевство СХС
Сделал расчет ущерба от войны. Как член финансово-экономической делегации Королевства Сербов, Хорватов и Словенцев участвовал на Парижской мирной конференции в 1919 году.
После образования королевства, большим сторонником которого он являлся, занимал должность министра сельского хозяйства, с 18 октября 1919 года до 19 февраля 1920 года, в правительстве Любомира Давидовича из-за чего часто прерывал пребывание в Париже.
Ещё в работе «После свршених трговинских уговора», которую он опубликовал в 1908 году, проанализировал особенности сербской сельского хозяйства, указывая на возможность его преображения, считая, что для этого необходимы знания, наука и опыт. Считал, что для этой цели необходимо создавать специальные учреждения, которыми бы управляли сельскохозяйственные инженеры. Кроме того, его идея заключалась в том, чтобы создать в Сербии «опытные станции», в которых бы собирали данные для исследований, а также для информирования сельхозпроизводителей о последних достижениях науки.
Во время своего пребывания на посту министра сельского хозяйства в югославском государстве, а также президента Сербского аграрного общества, был одним из инициаторов создания Аграрного факультета в Белградском университете в 1919 году.
Стоянович является одним из подписавших Рапалльский договор, в ноябре 1920 года, по которому была определена граница с Италией, когда Италия получила Задар, Истрию и острова Црес, Лошинь, Ластово и Палагружа, а Риека оставалась независимым государством. Был министром финансов в первом и втором правительстве Миленка Веснича с 17 мая 1920 по 18 августа 1920 и с 18 августа 1920 по 1 января 1921. В этой же должности был выбран снова и в первом послевоенном правительстве Николая Пашича 1 января, но два дня спустя, 3 января 1921 умер, на 54-м  году.
Стоянович так и не стал членом Сербской академии наук, хотя ещё в конце 1919 года Йован Жуйович предложил избрать его постоянным членом.

## Смерть и похороны
Стоянович перед смертью на протяжении десяти дней имел плохое самочувствие и несколько дней провёл почти полностью в бессознательном состоянии. За день до смерти консилиум из четырёх известный белградских врачей обнаружил у него воспаление мозга и почек. Кроме тяжести неожиданной болезни, СМИ приписывали его смерть истощению, вызванного большой преданностью ответственными делами и усилиям, которые он вкладывал в свои обязанности. Стоянович считался одним из самых активных министров своего времени. До самой смерти, работал с министром Милорадом Драшковичем по подготовке законопроекта о ревизии имущества военных спекулянтов, также работал в государственной комиссии для определения масштабов коррупции в военные годы.
После себя оставил жену и троих сыновей.
Похороны были проведены с большими почестями на следующий день 4 января. О них писали все белградской газеты. Похоронная процессия выехала из его дома на Битольской улице. После отпевания в Соборной церкви, процессия прошла через весь центр Белграда, через улицы Короля Петра, Васина, Коларчева, Короля Милана, Теразие, вплоть до Нового кладбища. На похоронах присутствовали престолонаследник Александр I, Княгиня Елена, члены правительства, дипломатического корпуса, депутаты, представители Демократической партии, большое количество офицеров, граждан и друзей.
На похоронах Косты Стояновича были произнесены несколько официальных речей: Милорад Драшкович — в честь Министерства внутренних дел, Йован Радонич — в честь парламента, Воислав Маринкович — в честь депутатской группы Демократической партии, Милутин Миланкович на балконе дворца капитана Миши — в честь Белградского Университета, Драган Дучич — в честь Министерства финансов и другие.

## Публикации
- „Атомистика – Један део из филозофије Руђера Јосифа Бошковића“, Ниш (1891),[6][8], биография и сравнительный анализ натурфилософии Руджера Бошковича[20][21].
- „О увозу и извозу Србије третирано новом математичком методом“, Белград (1902),[12], применяя математические методы, объяснил концепцию альтернативных издержек и то, как Сербия теряет экспортное сырьё вместо готовой продукции[7].
- „О математичкој физици“ (1903)[12]
- „Принципи нове геометрије“, Белград (1901)[22].
- „После свршених трговинских уговора“, Белград (1908)[10]
- „Тумачење физичких и социјалних појава”,[3] Белград (1910),[1], разработал теорию применения термодинамических законов в качестве адекватной модели управления социальными потоками[3], исходя из идеи, что частицы микросистем, так же, как и социальные отношения, находятся в хаотическом состоянии. В этом смысле особенно подробно описал понятие энтропии, распространив его на социальные проблемы[9]. Высказал идею о подобной целостности, которая позже стало известна как кибернетика[3]
- „Економско стање Србије : од окупације Босне и Херцеговине до анексије, од 1878 до 1908“, Белград (1909)[23]
- „Основи теорије економских вредности” (1910),[1], использовал продвинутый математический аппарат, например, дифференциальные уравнения в частных производных для описания экономических моделей[6]
- „Говори и расправе: политичко-економске“, вол. 1—3, Белград (1910, 1911, 1914)
- „Механика“, Белград (1912), университетский учебник по прикладной математике, написанный в первую очередь для чтения курса лекций „О основним принципима механике и њиховој примени на физичке проблеме“ («Об основных принципах механики и их применении в физических проблемах»), впоследствии значительно дополненных[6][10][24].
- „La Serbie et la liquidation de la guerre européenne“, Женева (1919)[23]
- „Расправе и чланци из науке и филозофије“, Белград (1922), сборник статей, подготовленный незадолго до смерти, опубликован посмертно[6][25].
- „Слом и васкрс Србије”, мемуары, в которых он объяснил причины военного разгрома Сербии в 1915[3], и роль Николы Пашича в переломные годы Первой мировой войны. Рукопись находится в архиве сербской академии наук и искусств под номером 10133[7]. Выпущена в 2012 году издательством РТС под редакцией Слободана Турлакова[26].
- „О полу и полари код кривих линија“, рукопись[27]